# Cratichneumon vockerothi
Cratichneumon vockerothi är en stekelart som beskrevs av Heinrich 1961. Cratichneumon vockerothi ingår i släktet Cratichneumon och familjen brokparasitsteklar. Inga underarter finns listade i Catalogue of Life.